# جلان ماسون (مغني)
جلان ماسون (بالإنجليزية: Glen Mason)‏ هو مغني بريطاني، ولد في 16 سبتمبر 1930 في إستيرلينغ في المملكة المتحدة، وتوفي في 25 أغسطس 2014 في سري في المملكة المتحدة.

## وصلات خارجية
- جلان ماسون على موقع IMDb (الإنجليزية)
- جلان ماسون على موقع ديسكوغز (الإنجليزية)